# Vozerovice
Vozerovice jsou část města Sedlec-Prčice v okrese Příbram ve Středočeském kraji. Nachází se asi pět kilometrů severně od Prčice. Jsou tvořeny dvojicí usedlostí při severní straně malého rybníka na bezejmenném přítoku Sedleckého potoka. V roce 2011 zde trvale žilo osm obyvatel. Jižně od rybníčku, asi 150 metrů od jádra vesnice, prochází zpevněná místní komunikace Bolechovice – Divišovice. Bolechovice jsou vzdáleny asi 1,4 kilometru západně a cesta odtud pokračuje jako silnice III/1203, Divišovice asi 1,4 kilometru jihovýchodně a cesta z Bolechovic zde ústí do silnice III/12136. Asi 0,6 kilometru severovýchodně od Vozerovic se nachází samota Hory (křenovičské čp. 18).
Vozerovice leží v katastrálním území Bolechovice I, trojmezí s katastrálními územími Divišovice a Velké Heřmanice se nachází na východním okraji samoty. Poštou patří samota pod Heřmaničky.

## Historie
První písemná zmínka o vesnici pochází z roku 1318, kdy jejich majitel, rytíř Vícemil z Ozerovic, žaloval rytíře Macka z Mrvic, že ho přepadl a oloupil. Panským sídlem přestaly být v 16. století.
Samostatnou osadou s vlastní řadou čísel popisných se staly Vozerovice až 1. ledna 1999. Do té doby spadaly popisnými čísly pod Divišovice.
Dne 1. ledna 2007 byla vesnice převedena z okresu Benešov do okresu Příbram.

## Území
Při silnici na Divišovice stojí výklenková kaplička svatého Vojtěcha. Nedaleko ní je vyhlídka na údolí Českého Meránu.
Asi jeden kilometr severovýchodně od Vozerovic, na vrchu Dvořáček, byl velký balvan s pěti vydlabanými miskami, podle pověstí sloužících pro pohanské zápalné oběti. Podle webu města pocházela tato památka určitě z předslovanských dob, ale na počátku 20. století byla zničena.
Asi jeden kilometr severozápadně od Dvořáčku je skalní ostroh U Hradu s šíjí přetnutou příkopem, o jehož původu chybí jakékoliv zprávy. Existuje hypotéza, že jde o stopy osídlení z předkřesťanské doby.

## Obyvatelstvo
| Rok            | 1869 | 1880 | 1890 | 1900 | 1910 | 1921 | 1930 | 1950 | 1961 | 1970 | 1980 | 1991 | 2001 | 2011 | 2021 |
| -------------- | ---- | ---- | ---- | ---- | ---- | ---- | ---- | ---- | ---- | ---- | ---- | ---- | ---- | ---- | ---- |
| Počet obyvatel | 0    | 0    | 0    | 0    | 0    | 0    | 0    | 0    | 0    | 0    | 0    | 0    | 9    | 8    | 6    |
| Počet domů     | 0    | 0    | 0    | 0    | 0    | 0    | 0    | 0    | 0    | 0    | 0    | 0    | 2    | 2    | 2    |